# Shizuko Kasagi
Shizuko Kasagi (笠置 シヅ子 Kasagi Shizuko?, 25 de agosto de 1914 – 30 de marzo de 1985) fue una cantante de jazz y actriz japonesa. En la cúspide de su carrera, al inicio de la posguerra, era conocida como la "Reina del Boogie-Woogie" (ブギの女王 Bugi no Joō?).

## Biografía
Shizuko Kasagi nació Shizuko Kamei (亀井 静子?) el 25 de agosto de 1914 en el Distrito Ōkawa, Prefectura de Kagawa, Japón. Inicialmente tomó como nombre artístico Shizuko Mikasa (三笠 静子?), peor luego lo cambió por 笠置 シズ子 ({{{2}}}?).
Antes de la Segunda Guerra Mundial, Shizuko era una de las estrellas de la Compañía de Ópera de Niñas del Japón. Durante la ocupación de Japón se convirtió en una gran estrella como cantante, cuya obra tuvo mucha influencia del jazz y el boogie woogie norteamericano. Aparece en la película El ángel ebrio, de Akira Kurosawa (1948). En 1957 Sizuko se retiró como cantante y se abocó a su carrera como actriz.

## Muerte
Kasagi murió de cáncer de ovarios el 30 de marzo de 1985, a los 70 años.

## Películas
- El ángel ebrio (1948)
- Hateshinaki Jonetsu (1949)
- Ginza Kankan Musume (1949)
- Endless Desire (1958)
- Sukurappu Shūdan (1968)
- Gendai Yakuza: Shinjuku no Yotamono (1970)
- Zubekō Banchō: Zange no Neuchi mo Nai (1971)
- Kigeki: Onna Ikitemasu (1971)